# Antonín Šimek (fotbalista)
Antonín Šimek (13. února 1910 – ?) byl český fotbalový brankář.

## Hráčská kariéra
V československé lize chytal za AFK Bohemians ve 43 utkáních. V letech 1928–1935 byli jeho konkurenty mezi třemi tyčemi Antonín Kulda, Julius Tloušť, František Hochmann I, Jozef Hušťava a František Lacina.

### Prvoligová bilance
| Ročník             | Zápasy | Góly | Minuty | Nuly | Klub          |
| ------------------ | ------ | ---- | ------ | ---- | ------------- |
| I. liga 1928/29    | 1      | 0    | 90     | –    | AFK Bohemians |
| I. liga 1929/30    | 2      | 0    | 180    | –    | AFK Bohemians |
| I. liga 1932/33    | 9      | 0    | –      | –    | AFK Bohemians |
| I. liga 1933/34    | 12     | 0    | –      | –    | AFK Bohemians |
| I. liga 1934/35    | 19     | 0    | –      | –    | AFK Bohemians |
| CELKEM I. ČS. LIGA | 43     | 0    | –      | –    |               |